# Шакота, Душан
Душан Шакота (серб. Душан Шакота; родился 22 апреля 1986 года в Белграде, СР Сербия, СФРЮ) — сербский и греческий бывший профессиональный баскетболист, игравший на позиции тяжёлого форварда.

## Ранние годы
Шакота родился в Белграде, СФРЮ (сейчас Сербия), однако в возрасте четырёх лет его отец, Драган Шакота перевёз семью в Грецию, где тренировал баскетбольный клуб «ПАОК». В начале 2000-х выступал в юниорских соревнованиях в Греции за клуб «АЕК», где в это время работал его отец.

## Профессиональная карьера
В 2003 году подписал первый профессиональный контракт с клубом «Панатинаикос», который на тот момент возглавлял Желько Обрадович. Из-за возраста не получал много игрового времени. В составе «Панатинаикоса» выступал до 2007 года, выиграл все турниры, в которых выступала команда, включая международные. В последние годы четыре раза становился чемпионом Греции (в сезоне 2003–04, 2004–05, 2005–06, 2006–07), трижды выигрывал Кубок Греции (2004–05, 2005–06, 2006–07), а также Евролигу (2006–07). В 2005 году был выбран в сборную мира для участия в турнире Nike Hoop Summit.
В 2007 году для того, чтобы получать больше игрового времени, был отдан в аренду на сезон 2007–08 команде «Паниониос». Помог команде занять 3-е место в чемпионате Греции, что позволило выступать в следующем сезоне в Евролиге впервые за 12 лет.
В 2008–09 вернулся в «Панатинаикос», вновь стал чемпионом Греции, завоевал Кубок Греции и стал чемпионом Евролиги. На этот раз получал больше игрового времени, отыграл в 25 матчах чемпионата, в среднем набирая 5 очков. Также выходил на площадку в 9 матчах Евролиги в среднем на 8,1 минуту, за которые набирал 3,2 очка. В Финале четырёх розыгрыша Евролиги 2009 также попал в основу, однако не выходил даже на замену.
В 2009 году перешел в команду итальянской Серии А «Виктория Либертас». Однако его сезон закончился неудачно — 25 апреля 2010 года в матче против «Терамо» Шакота получил повреждение. Из-за неправильно поставленного диагноза, который привёл к операции, игрок впал в кому, спровоцированную сепсисом. В итоге доктора спасли ему жизнь, однако игрок надолго оставил занятия баскетболом.
Летом 2011 года после года восстановления от последствий сепсиса, Шакота присоединился к бельгийскому клубу «Остенде». По обоюдному согласию контракт был расторгнут в декабре 2011 года, в итоге в середине сезона 2011–12 игрок покинул команду. 
Через несколько дней после этого игрок подписал контракт с российским клубом «Енисей». 17 июля 2012 года подписал двухлетний контракт с представителем итальянского чемпионата «Варезе».
В сентябре 2014 года Шакота подпискал контракт с клубом греческой лиги «АЕК», за который выступал на юношеском уровне. В команде стал капитаном. 28 июня 2017 года Шакота подписал расширенный контракт с клубом до сезона 2019–20.
В составе «АЕК» попал во вторую сборную турнира Лига чемпионов ФИБА сезона 2016–17. Также в сезоне 2017–18 с клубом впервые за 17 лет стал обладателем Кубка Греции — в финале со счётом 88—83 был обыгран «Олимпиакос». Шакота в этом матче набрал 8 очков, совершил 4 подбора и отдал одну результативную передачу. Также в сезоне 2017–18 команда выиграла Лигу чемпионов ФИБА, победив в Финале четырёх турнира в полуфинале испанскую «Мурсию» (77—75), а в финале — французский «Монако» (100—94). Душан стал одним из самых результативных игроков своего клуба с 16 очками, двумя подборами и передачей.

## Международная карьера
Так как у Шакоты двойное гражданство Сербии и Греции, он мог выступать за сборные обеих стран. В 2003 году он объявил, что готов выступать за сборную Греции, однако отмечалось, что его отец хотел, чтобы сын выступал за Сербию. С 2003 по 2006 год принимал участие в международных турнирах юниорских сборных, всего провёл 59 матчей, в среднем набирая 13,5 очка за игру. На чемпионате мира для юниоров (U-19) в 2003 году завоевал бронзовую медаль. Чемпион Международных военных игр 2009 года в составе сборной Греции.
Также принимал участие в матчах основной сборной Греции. В частности, играл за сборную на квалификационном турнире 2019 года кубка мира.

## Личная жизнь
Отец Душана, Драган Шакота — бывший профессиональный баскетболист и тренер, а брат Милош также выступал на профессиональном уровне, а сейчас занимается тренерской работой.

## Достижения

### Клубная карьера
- 5× Чемпион Греции : (2004, 2005, 2006, 2007, 2009)
- 5× Обладатель Кубка Греции : (2005, 2006, 2007, 2009, 2018)
- 2× Чемпион Евролиги : (2007, 2009)
- 2× Вторая сборная Лиги чемпионов ФИБА : (2017, 2018)
- Чемпион Лиги чемпионов ФИБА : (2018)

### Международная карьера
- Чемпионат мира по баскетболу среди юниоров (U-19) : 2003,
- Участник матча всех звёзд мира на турнире Nike Hoop Summit : 2005
- Международные военные игры : 2009,